# Club de Deportes Melipilla
Il Club de Deportes Melipilla è una società calcistica cilena, con sede a Melipilla. Milita nella Liga Chilena de Fútbol Segunda División, la terza serie del calcio cileno.

## Storia
Fondato nel 1992, non ha mai vinto trofei nazionali.

## Rosa 2022-2023
| N. |                 | Ruolo | Calciatore        |
| -- | --------------- | ----- | ----------------- |
| 1  | Cile (bandiera) | P     | Diego Fuentes     |
| 2  | Cile (bandiera) | D     | Carlos Gutiérrez  |
| 3  | Cile (bandiera) | D     | Miguel Escalona   |
| 4  | Cile (bandiera) | D     | Gonzalo Lauler    |
| 5  | Cile (bandiera) | D     | Jorge Águila      |
| 6  | Cile (bandiera) | C     | José Luis Cabión  |
| 7  | Cile (bandiera) | A     | Felipe Araya      |
| 8  | Cile (bandiera) | C     | Paulo Cárdenas    |
| 9  | Cile (bandiera) | A     | Marco Moscoso     |
| 10 | Cile (bandiera) | C     | Fabrizzio Cortés  |
| 11 | Cile (bandiera) | C     | Jesús Silva       |
| 12 | Cile (bandiera) | D     | Alexis Norambuena |
| 13 | Cile (bandiera) | P     | Jaime Bravo       |
| 14 | Cile (bandiera) | D     | Mirko Opazo       |
| 15 | Cile (bandiera) | C     | Sebastián Alarcón |
| 16 | Cile (bandiera) | C     | Javier Bustos     |

| N. |                      | Ruolo | Calciatore          |
| -- | -------------------- | ----- | ------------------- |
| 17 | Cile (bandiera)      | C     | Ricardo Fuenzalida  |
| 18 | Cile (bandiera)      | C     | Mathias Vidangossy  |
| 19 | Cile (bandiera)      | C     | Alejandro Vásquez   |
| 20 | Cile (bandiera)      | D     | Elson Guzmán        |
| 22 | Cile (bandiera)      | D     | Claudio Muñoz Uribe |
| 23 | Cile (bandiera)      | C     | José Cantillana     |
| 24 | Argentina (bandiera) | A     | Milton Alegre       |
| 25 | Cile (bandiera)      | P     | Felipe Burgos       |
| 26 | Cile (bandiera)      | C     | Christian Martínez  |
| 27 | Cile (bandiera)      | A     | Claudio Latorre     |
| 28 | Cile (bandiera)      | C     | Javier Maulén       |
| 29 | Cile (bandiera)      | C     | Hugo Alarcón        |
| 30 | Cile (bandiera)      | A     | Agustín Morales     |
| 31 | Cile (bandiera)      | C     | Cristián Valenzuela |
| 32 | Paraguay (bandiera)  | A     | Bibencio Servín     |
|    | Argentina (bandiera) | A     | Ignacio Huguenet    |

## Palmarès

### Competizioni nazionali
- Primera B: 2

2004, 2006
- Segunda División: 1

2024

### Altri piazzamenti
- Primera B:

Terzo posto: 1992, 2002